# Selambina palmarum
Selambina palmarum là một loài bướm đêm trong họ Noctuidae.